# Fülleborns fiskaal
De Fülleborns fiskaal (Laniarius fuelleborni) is een zangvogel uit de familie Malaconotidae (bosklauwieren). Deze vogel is genoemd naar de Duitse arts en natuuronderzoeker Friedrich Fülleborn (1866-1933).

## Verspreiding en leefgebied
Deze soort komt voor in oostelijk Afrika en telt twee ondersoorten:
- L. f. usambaricus: noordoostelijk en het oostelijk-centraal Tanzania.
- L. f. fuelleborni: zuidelijk Tanzania, noordelijk Malawi en noordoostelijk Zambia.

## Status
De grootte van de populatie is niet gekwantificeerd maar de soort wordt omschreven als algemeen. Op de Rode lijst van de IUCN heeft deze soort de status niet bedreigd.